# Florence Griffith-Joyner
Florence „Flo-Jo“ Griffith-Joyner (Geburtsname Delorez Florence Griffith; * 21. Dezember 1959 in Los Angeles; † 21. September 1998 in Mission Viejo) war eine US-amerikanische Sprinterin und Olympiasiegerin. Sie war dreimal Olympiasiegerin und einmal Weltmeisterin. Ihre Weltrekorde über 100 und 200 Meter von 1988 haben seit mehr als 36 Jahren Bestand.

## Leben
Florence Griffith-Joyner wuchs mit zehn Geschwistern in Los Angeles auf. Ihre Eltern wurden geschieden, als sie vier Jahre alt war. 1966 fing sie an, Sport zu treiben, und 1973 und 1974 gewann sie die Jesse-Owens-Jugendspiele. Nach ihrem High-School-Abschluss 1978 begann sie ein Psychologiestudium an der California State University in Northridge. Dort gewann sie mit dem Leichtathletik-Team unter Trainer Bob Kersee die nationalen Meisterschaften, brach das Studium aber ein Jahr später aus finanziellen Gründen ab und begann als Bankangestellte zu arbeiten. Kersee, der später auch die Siebenkämpferin und Weitspringerin Jackie Joyner-Kersee zu seinen Schützlingen zählte, wechselte währenddessen als Assistenztrainer an die University of California, Los Angeles (UCLA) und verhalf Griffith-Joyner dort 1980 zu einem Stipendium. 1983 schloss sie an der UCLA ihr Psychologiestudium ab.

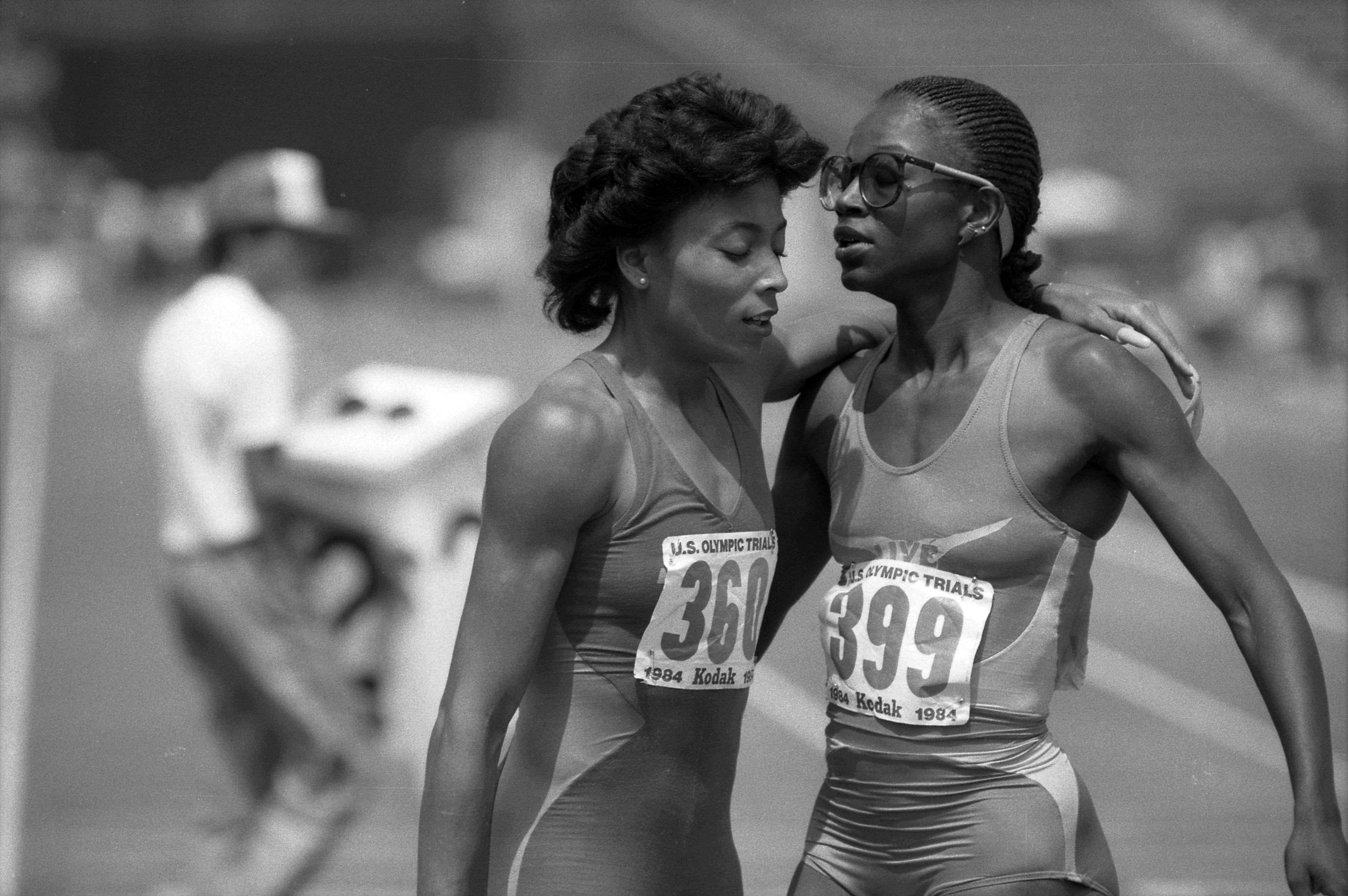
Florence Griffith-Joyner (links) mit Valerie Brisco-Hooks bei den US-Trials 1984 in Los Angeles

1980 hatte sie nur knapp einen Platz im US-amerikanischen Olympiateam verfehlt, allerdings boykottierte die US-Mannschaft ohnehin die Sommerspiele 1980 in Moskau. Ihren ersten internationalen Auftritt hatte sie bei den Weltmeisterschaften 1983 in Helsinki. 1984 nahm sie an den Sommerspielen in Los Angeles teil und gewann Silber über 200 Meter. Im Oktober 1987 heiratete sie den Olympiasieger im Dreisprung Al Joyner. Zuvor war sie jahrelang mit dem Hürdensprinter Greg Foster befreundet gewesen, der später ihr Agent wurde.
Auf Sportfesten in Europa sorgte die junge Athletin anfangs mehr durch ihr auffälliges Aussehen als durch überragende Sprintqualitäten für Aufsehen. Griffith-Joyner galt als „erste Diva der Tartanbahn“, was durch Markenzeichen wie lange, bunt lackierte Fingernägel oder grelle, hautenge Laufanzüge begründet wurde. „Ich gefalle gern und möchte mich von anderen unterscheiden“, kommentierte dies Florence Griffith-Joyner.
Nach der Saison 1985 begann Griffith-Joyner erneut bei einer Bank zu arbeiten, nebenbei verdingte sie sich als Haarstylistin. Im April 1987 begann sie wieder ernsthaft mit der Leichtathletik und gewann vier Monate später Silber über 200 Meter sowie Gold mit der 4-mal-100-Meter-Staffel bei den Weltmeisterschaften in Rom.
Bei den Ausscheidungswettkämpfen (engl. „trials“) für die Olympischen Spiele 1988 verbesserte Griffith-Joyner am 16. Juli 1988 in Indianapolis den Weltrekord über 100 Meter (seit 1984 10,76s Evelyn Ashford) auf 10,49 Sekunden; im Vorjahr lag ihre persönliche Bestleistung noch bei 10,96 Sekunden. Ob die Windmessung von 0,0 Metern pro Sekunde korrekt war, wurde später bezweifelt, da auf der daneben liegenden Weitsprunganlage zur gleichen Zeit 4 Meter pro Sekunde Rückenwind und im direkt folgenden zweiten Halbfinale 5 Meter pro Sekunde gemessen wurden.
Nach den „trials“ trennte sich Griffith-Joyner überraschend von ihrem Trainer Bob Kersee und begann, unter ihrem Ehemann Al Joyner zu trainieren. Bei den darauffolgenden Olympischen Spielen in Seoul gewann sie Gold über 100 und 200 Meter sowie Gold mit der 4-mal-100-Meter-Staffel und Silber mit der 4-mal-400-Meter-Staffel. Die 200 Meter gewann Griffith-Joyner nach Weltrekord im Vorlauf von 21,56s in der Weltrekordzeit von 21,34 Sekunden (bislang 21,71 s Heike Drechsler 1986, persönliche Bestleistung 1987: 21,96 Sekunden). Mit dieser Zeit ist sie Stand 2024 nach wie vor Weltrekordhalterin in dieser Disziplin wie auch über die 100-Meter-Strecke. Die muskulöse Athletin dominierte die Konkurrenz dermaßen, dass trotz negativer Tests bald Dopinggerüchte aufkamen. Besonders ihre plötzliche Leistungssteigerung innerhalb eines Jahres und ihr bald folgender Rücktritt vom Spitzensport nährten diese Gerüchte. 1989 kehrte sie dem Leistungssport den Rücken und brachte am 15. November 1990 eine Tochter zur Welt. 1995 wurde sie in die U.S. Track and Field Hall of Fame aufgenommen.
Mehrfach kündigte sie ein Comeback an. So wollte sie bei den Olympischen Spielen 1996 in Atlanta starten, gab jedoch zwei Monate vor Beginn der Spiele wegen Problemen mit der rechten Achillessehne das Ende ihrer sportlichen Karriere bekannt. Noch im selben Jahr erlitt sie einen leichten Schlaganfall und musste sich in ärztliche Behandlung begeben.
Im Alter von 38 Jahren erstickte Florence Griffith-Joyner am 21. September 1998 im Schlaf. Ein schwerer epileptischer Anfall soll dafür der Grund gewesen sein; als andere Gerüchte waren ein Schlaganfall oder ein Herzversagen aufgekommen. Der Gerichtsmediziner fand ein kavernöses Hämangiom in ihrem linken fronto-orbitalen Gehirnbereich, das einen Anfall ausgelöst haben könnte.
Griffith-Joyner wurde im El Toro Memorial Park in Lake Forest bestattet.

## Dopingspekulationen
Nach ihrem großen Leistungssprung 1988 kamen bereits während ihrer aktiven Zeit Dopinggerüchte auf. Angeführt wurden äußerliche Merkmale, wie ein deutliches Muskelwachstum in kurzer Zeit oder eine tiefere Stimme als zuvor. Hinzu kamen Gerüchte über vertuschte positive Dopingbefunde und ihr Rücktritt auf dem Zenit ihrer Leistungsfähigkeit fünf Monate nach den Olympischen Spielen, der wenige Monate vor der Einführung von Dopingkontrollen außerhalb von Wettkämpfen erfolgte. Der brasilianische Mittelstreckenläufer Joaquim Cruz deutete in einem TV-Interview während der Olympischen Spiele 1988 an, dass Griffith-Joyner und Jackie Joyner-Kersee unerlaubte Mittel zum Muskelwachstum benutzen müssten. Olympiasieger Carl Lewis antwortete im Dezember 1988 nach einer Rede an der University of Pennsylvania auf eine Publikumsfrage, dass er von einigen „sehr zuverlässigen Quellen“ wisse, dass Griffith-Joyner Steroide einnehme. Außerdem führte er aus, die Situation in dem ehemaligen Trainer Griffith-Joyners begründet zu sehen. Lewis soll nicht gewusst haben, dass seine Ausführungen für die Studentenzeitung The Daily Pennsylvanian aufgezeichnet wurden, und entschuldigte sich nach Veröffentlichung mit der Bemerkung, kein persönliches Wissen von einem Dopinggebrauch Griffith-Joyners und ihres Trainers zu haben. In seiner Autobiographie Inside Track nahm Lewis später Bezug auf muskuläre und stimmliche Veränderungen Griffith-Joyners und führte aus, dass „in der Welt der Leichtathletik […] die Meinung, dass Florence gedopt war, Allgemeingültigkeit [hatte]“.
Sprinter und Ex-Juniorenweltrekordler Darrell Robinson beschuldigte im September 1989 in einem Interview mit dem Nachrichtenmagazin Stern mehrere US-amerikanische Leichtathleten und Trainer des Dopingmissbrauchs. Darunter war auch Griffith-Joyners Trainer Bob Kersee, bei dem Robinson selbst seit 1987 trainiert hatte. Robinson gab außerdem an, Griffith-Joyner im März 1988 eine Ampulle Wachstumshormon (HGH) verkauft zu haben. Griffith-Joyner wies die Vorwürfe zurück und nannte den zugeschalteten Robinson in der Fernsehsendung Today einen „zwanghaften, verrückten, lügenden Irren“ („Darrell, you are a compulsive, crazy, lying lunatic“). Robinson schilderte später, dass er wegen seiner Aussagen von den europäischen Leichtathletikveranstaltungen praktisch ausgeschlossen und seine Karriere somit beendet worden sei, blieb aber bei seinen Anschuldigungen.
Griffith-Joyners Ableben stieß eine Diskussion über Folgeschäden nach Missbrauch von Anabolika oder anderen leistungssteigernden Mitteln an. Alexandre de Mérode – Vorsitzender der medizinischen Kommission des IOC und in der Vergangenheit selbst in der Kritik wegen nicht weiter verfolgter positiver Tests bei den Olympischen Spielen 1984 – wandte sich wenige Tage nach ihrem Tod gegen Dopingspekulationen und verwies darauf, dass man Griffith-Joyner in Tests nie verbotene Substanzen nachweisen konnte. Ihre ehemalige Trainingspartnerin Lorna Boothe gab dagegen im Zuge des Todes an, 1987 von einer in einem kalifornischen Hospital arbeitenden Krankenschwester erfahren zu haben, dass Griffith-Joyner regelmäßig mit anabolen Steroiden und Testosteron behandelt worden war.
Anlässlich des 25. Jahrestags des Fabelweltrekords über 100 Meter zog die Tageszeitung Die Presse im Jahr 2013 folgendes Fazit: „Die dreifache Olympiasiegerin von Seoul 1988 wurde nie positiv getestet, aber stets mit Doping in Verbindung gebracht.“

## Auszeichnungen
- 1988: „IAAF World Athlete of the Year“
- 1988: Sportlerin des Jahres (Associated Press)
- 1988: „Track & Field Athlete of the Year“ des Magazins Track & Field Athlete of the Year
- 1988: Weltsportlerin des Jahres (L’Équipe)

## Anmerkung
1. ↑  Griffith-Joyner trennte sich während der Saison 1988 von ihrem langjährigen Trainer Bob Kersee. Lewis' Manager bestand später darauf, dass Lewis nicht Kersee gemeint habe.

| Personendaten    | Personendaten                                   |
| ---------------- | ----------------------------------------------- |
| NAME             | Griffith-Joyner, Florence                       |
| ALTERNATIVNAMEN  | Griffith, Delorez Florence; Flo-Jo (Spitzname)  |
| KURZBESCHREIBUNG | US-amerikanische Sprinterin und Olympiasiegerin |
| GEBURTSDATUM     | 21. Dezember 1959                               |
| GEBURTSORT       | Los Angeles                                     |
| STERBEDATUM      | 21. September 1998                              |
| STERBEORT        | Mission Viejo                                   |